# El Palmo (Tumbes)
El Palmo es un caserío peruano ubicado en el distrito de Casitas, perteneciente a la provincia de Contralmirante Villar del departamento de Tumbes, al norte del Perú. 

## Ubicación
El Palmo se ubica al este de la provincia de Contralmirante Villar, en el distrito de Casitas, en el departamento de Tumbes.

## Demografía
En 2017 El Palmo tenía una población de 80 habitantes.
| Gráfica de evolución demográfica de El Palmo entre 1993 y 2017 |
|                                                                |
| Fuentes: Población 1993 y 2017                                 |